# 何塞·桑托斯·塞拉亚
何塞·桑托斯·塞拉亚·洛佩斯（西班牙語：José Santos Zelaya López，1853年11月1日1919年—5月17日）是尼加拉瓜政治家，曾于1893年至1909年担任尼加拉瓜总统。

## 人物履历
1893年，塞拉亚当选尼加拉瓜总统，他是尼加拉瓜第一个自由党人的总统。
塞拉亚在位期间，尼加拉瓜进一步完善了铁路、公共教育系统和海运交通，并以法的形式规定保护人权，初级教育为义务教育，提倡发展民族工业，规定政教分离。 然而，他强调尼加拉瓜自身主权的政策却引起了英国、美国等国的不满。
西班牙和尼加拉瓜一直觊觎长期以来处于英国保护下的蚊子海岸，而从十九世纪中期起，英国对蚊子海岸的兴趣开始减退。1894年，塞拉亚率领尼加拉瓜军队占领了蚊子海岸，英国人建立的保护国不复存在。同一年七月，英国重建了蚊子海岸的米斯基托人王国，但在8月即，尼加拉瓜再一次占领了蚊子海岸。
英国为此要求尼加拉瓜政府赔偿战争损失，但尼加拉瓜拒绝支付，为此，英国于1895年4月27日占领了尼加拉瓜第一大港科林托 。但不久后尼加拉瓜政府支付了赔款，英军随即撤离。
1909年，塞拉亚遭到由布盧菲爾茲市長胡安·何塞·埃斯特拉達（Juan José Estrada） 領導的保守黨所反對。而保守黨與美國企業達成協議，若美國企業為叛亂提供財政援助，在推翻總統後會給予經濟上的利益。美國企業因此參與叛亂，並希望獲得美國政府的支持。美國為了自身企業在該國的利益，加上為阻止其他國家在尼加拉瓜修建新運河，於是決定軍事干涉尼加拉瓜，塞拉亞在美國的壓力下被迫辭職，把总统职位交给何塞·马德里斯并流亡国外。作為回報，保守黨允許美國在尼加拉瓜實行金元外交，該政策確保了美國對尼加拉瓜整個國家經濟的控制。1919年，塞拉亚在美国纽约逝世。